# Johannes von Werner
Johannes Karl Werner, ab 1836 von Werner, (* 16. September 1782 in Münsingen; † 5. September 1849 in Reutlingen) war württembergischer Landtagsabgeordneter.

## Familie
Johannes Werner wurde als Sohn eines Schuhmachers in Münsingen geboren. Er heiratete Christine Friederike Fischer und hatte mit ihr sechs Kinder. Darunter waren Gustav Werner (1809–1887), der spätere Gründer des Bruderhauses in Reutlingen, und Hermann von Werner (1821–1890), der Präsident der Württembergischen Zentralstelle für die Landwirtschaft war.

## Leben
Johannes Werner begann seine berufliche Laufbahn als Forstsekretär in Altensteig und Forstkassier in Zwiefalten und Biberach. 1817 bis 1819 war er Bevollmächtigter des Grafen von Sternberg-Manderscheid für die Herrschaften Schussenried und Weißenau. Zwischen 1819 und 1829 war er Kameralverwalter in Ellwangen und Urach. Am 4. August 1829 wurde er zum Oberfinanzrat im Finanzministerium in Stuttgart ernannt. 1833 übertrug man ihm als Direktor die Leitung der Finanzkammer in Reutlingen.
Im Frühjahr 1848 war Johannes von Werner Mitbegründer des Vaterländischen Vereins in Reutlingen. Im gleichen Jahr wurde er Vorsitzender des „Vereins für deutsche Auswanderung und Kolonisierung“ in Württemberg und dann auch des Nationalvereins für deutsche Auswanderung.

## Politik
Von 1825 bis 1831 war er Abgeordneter in der Zweiten Kammer des württembergischen Landtags für den Wahlkreis Nürtingen. 1838 trat er für den Wahlkreis Münsingen zum zweiten Mal in den Landtag ein und nahm das Mandat bis 1848 wahr.
Im April/Mai 1848 kandidierte er für die Frankfurter Nationalversammlung, wobei er allerdings gegen Friedrich Theodor Vischer unterlag.

## Ehrung
1836 erhielt Johannes von Werner das Ritterkreuz, wodurch er in den persönlichen Adelsstand (Nobilitierung) erhoben wurde, und 1846 das Kommenturkreuz des Ordens der Württembergischen Krone.